# Air (Marcus & Martinus)
Air è un singolo del duo musicale norvegese Marcus & Martinus, pubblicato il 25 febbraio 2023.

## Promozione
Con Air Marcus & Martinus hanno preso parte a Melodifestivalen 2023, la competizione canora svedese utilizzata come processo di selezione per l'Eurovision Song Contest. Essendo risultati i più votati dal pubblico fra i sette partecipanti alla loro semifinale, hanno avuto accesso diretto alla finale, dove si sono classificati al 2º posto su 12 partecipanti.

## Tracce
Testi e musiche di Jimmy "Joker" Thörnfeldt, Joy Deb, Linnea Deb, Marcus Gunnarsen e Martinus Gunnarsen.
1. Air – 2:52

## Classifiche

### Classifiche settimanali
| Classifica (2023) | Posizione massima |
| ----------------- | ----------------- |
| Svezia            | 4                 |

### Classifiche di fine anno
| Classifica (2023) | Posizione |
| ----------------- | --------- |
| Svezia            | 95        |